# Clericus Cup
De Clericus Cup is een jaarlijkse, internationale voetbalcompetitie in Vaticaanstad voor rooms-katholieke priesters en seminaristen dat sinds 2007 plaatsvindt.
De competitie staat onder de bevoegdheid van kardinaal Tarcisio Bertone. Er zijn 16 teams, waaronder ook een team van de Zwitserse Garde.

## Resultaten 2007-2017
| Jaar | Winnaar                            | Score             | Verliezer                          |
| ---- | ---------------------------------- | ----------------- | ---------------------------------- |
| 2007 | Redemptoris Mater                  | 1-0               | Pauselijke Lateraanse Universiteit |
| 2008 | Legionairs van Christus            | 2-1               | Redemptoris Mater                  |
| 2009 | Redemptoris Mater                  | 1-0               | Pontifical North American College  |
| 2010 | Redemptoris Mater                  | 1-0               | Pontifical North American College  |
| 2011 | Pauselijke Universiteit Gregoriana | 3-1               | Angelicum                          |
| 2012 | Pontifical North American College  | 3-0               | Pauselijke Universiteit Gregoriana |
| 2013 | North American Martys              | 1-0               | Mater Ecclesiae                    |
| 2014 | Redemptoris Mater                  | 0-1               | Pontificio Collegio Urbano         |
| 2015 | Pontificio Collegio Urbano         | 2-1               | Redemptoris Mater                  |
| 2016 | Mater Ecclesiae                    | 0-0 (4-3- w.n.s.) | Pontificio Collegio Urbano         |
| 2017 | Pontificio Collegio Urbano         | 2-0               | Pauselijke Universiteit Gregoriana |
| 2018 |                                    |                   |                                    |